# 普萊恩維尤 (德克薩斯州)
普萊恩維尤（英語：Plainview）是一個位於美国德克萨斯州黑爾縣的城市。根據2010年美國人口普查，該地共人口22194人，而該地的面積約為35.70平方千米。同時該地也是黑爾縣的縣治。

## 地理
普萊恩維尤的座標為34°11′28″N 101°43′08″W / 34.19111°N 101.71889°W，而該地的平均海拔高度為1026米（即3366英尺）。